# Argalamarabu
Der Argalamarabu oder Argala-Marabu bzw. Großer Adjutant (Leptoptilos dubius) ist ein großer Schreitvogel aus der Familie der Störche. Im Verbreitungsgebiet wird er auch Hargila genannt.

## Merkmale
Der Argalamarabu wird 145–150 cm lang und hat eine Flügelspannweite von 250 cm. Die grauen großen Oberflügeldecken und Schirmfedern kontrastieren deutlich zur ansonsten fast schwarzen Oberseite. Bauch und Schwanzunterseite sind hellgrau, die Halskrause ist weiß. Der Hals ist ockergelb gefärbt. Der unbefiederte Kopf ist rosa und der mächtige Schnabel hornfarben.

## Vorkommen

Verbreitungskarte des Argalamarabus
Brutgebiete
Ganzjährig bewohnt durch nicht brütende Vögel
Verbreitung in den Sommermonaten

Während der Argalamarabu früher in Südasien von Indien und Sri Lanka bis nach Borneo brütete, beschränkt sich heute das Brutgebiet auf Assam und Kambodscha. Der Vogel überwintert in Vietnam, Thailand und Myanmar. Er besiedelt Seeufer und Salzwassersümpfe, aber auch lichte Wälder und trockene Graslandschaften.

## Lebensweise
Die Nahrung besteht aus Fröschen, großen Insekten, Jungvögeln, Eidechsen und Nagern, aber auch Aas und menschlicher Müll werden von diesem Storch nicht verschmäht. Der Argalamarabu brütet in tropischen Feuchtgebieten oft in kleinen Brutkolonien mit bis zu 30 Nestern. Zwei bis drei Eier werden von beiden Elternvögeln 28–30 Tage bebrütet.

## Bestand
Während der Vogel im 19. Jahrhundert in Indien und Birma häufig war, ist die Zahl bis zum Jahr 2007 auf weniger als 1000 Tiere zurückgegangen. Gründe dafür sind die Zerstörung von Brut- und Futtergebieten durch Trockenlegung von Feuchtgebieten, Einsatz von Pestiziden sowie Bejagung und das Sammeln von Eiern.

## Hargila – Der Storch und die Frauen
Einheimische Landfrauen, angeführt von der Zoologin Purnima Devi Barman, kämpfen seit einigen Jahren für das Überleben des am stärksten bedrohten Vogels Indiens. Sie nennen sich die "Hargila Army" und klären mit Musik, Tanz und Kultur ihre Mitmenschen über den Storch und seine Bedeutung für ihre Umwelt auf. Die Hargilas sind keine beliebten Nachbarn. Als Aasfresser haben sie das Image von unhygienischen Unglücksboten. Ihre Nester werden regelmäßig zerstört, wenn sie zu nahe an den Dörfern brüten.